# Politický systém Albánie

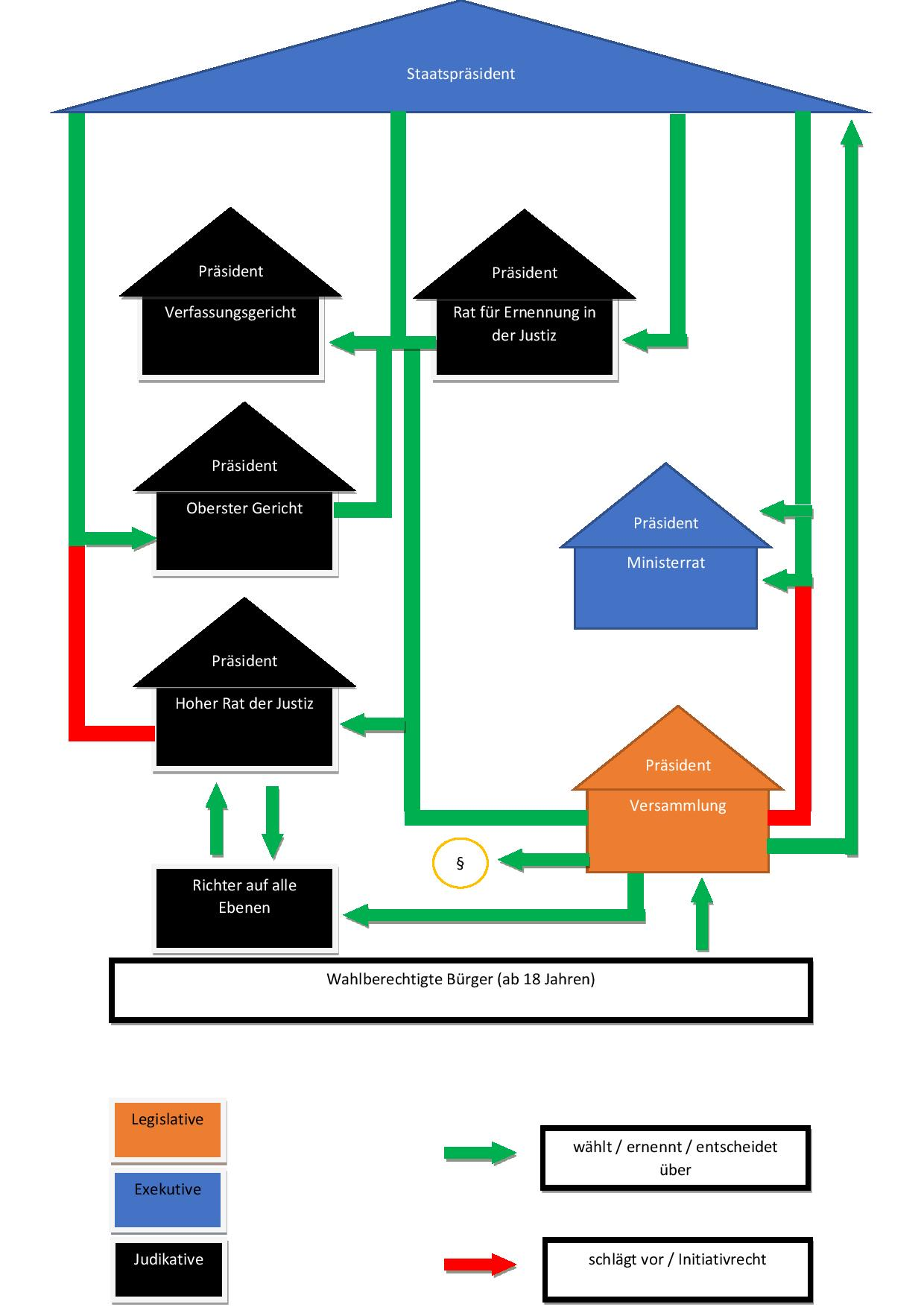
Politický systém Albánie

Albánská republika je zastupitelská demokracie, parlamentní republika s vícestranickým systémem. Je členem Severoatlantické aliance a Mezinárodního měnového fondu.

## Moc zákonodárná
Albánský parlament (Parlamentní shromáždění) je jednokomorový. Je tvořen 140 poslanci volenými na 4 roky. Zákonodárná iniciativa náleží vládě, každému poslanci a 20 000 voličům. Volební systém se lišil ve všech sedmi parlamentních volbách konaných v letech 1991-2009. Volební systém je od volební reformy 2009 poměrný, mandáty se rozdělují podle D'Hondtovy metody ve dvanácti volebních obvodech s 3% uzavírací klauzulí, 5% pro koalice.

## Moc výkonná

### Prezident
Albánský prezident je formální hlava státu a vrchní velitel ozbrojených sil. Je volen nepřímo parlamentem na 5 let s možností jednoho znovuzvolení.

### Vláda
Hlavním představitelem vlády je premiér. Je jmenován prezidentem. Ministry jmenuje prezident na radu premiéra. Vládu tvoří rada ministrů, skládající se z premiéra, místopředsedy vlády, ministrů, náměstků ministrů a generálních tajemníků. Parlament jí musí vyslovit důvěru.